# ジャマク・ギミレ
ジャマク・クマリ・ギミレ (ネパール語: झमक कुमारी घिमिरे; 英語: Jhamak Kumari Ghimire; 1980年7月5日 - )は、ネパール・ダンクタ地区・カチデ村生まれの作家、詩人、コラムニスト。脳性麻痺として生まれたため、左足で執筆活動を行っており、ネパールのヘレンケラーと呼ばれる。2010年、20歳の若さで自伝『Jiwan Kada Ki Phool (英題: A Flower In The Midst Of Thorns)』を出版。同作品はネパール文学における最高峰の賞マダン賞を受賞した。

## 経歴・人物

### 幼少期
1980年、父クリシュナ・バハドゥール・ギミレと母アシャ・デヴィ・ギミレの間に6人兄弟の長女として生まれた。脳性麻痺児であったため、生まれつき手と膝を使ったり、話したりすることができなかった。
一家の生活は苦しく、また、両親が障碍に対する理解に乏しかったため、適切な介護を受けられず、半ばネグレクトの状態にあった。両親からはしばしば動物のように扱われ、侮辱的なあだ名で呼ばれ、一時は早く死にたいと考えていたことも告白している。ギミレが5歳の時、唯一介助を積極的に行ってくれた祖母が亡くなったことがきっかけで、自分の足を使って食事をするようになった。両親はギミレに読み書きを教えることが無意味であると思っていたため、教材を取り上げ、ギミレを勉強から積極的に遠ざけていた。ギミレは父が妹に文字を教えている姿を見て文字を覚え、石の上に水で文字を書いたり、地面に足で文字を書いたりして読み書きを身に付けた。

### 文壇への登場
ネパール語紙カンティプルでコラムを書くようになると、世間からの注目を集め始めるようになる。女性、そして障碍者という立場から数々の詩を発表。2011年に、自伝『Jiwan Kada Ki Phool』が評価され、女性として史上2人目のマダン賞受賞を果たした。2012年に英訳版も出版された。2019年には、ビノド・ビスタ監督の手によって映画化され、ギミレも本人役で出演している。
ギミレは2002年ごろからネパール語文学への貢献が認められ、政府から毎月1000ルピーの資金援助を受けていたが、2005年にネパール政府を非難する記事を書いたところ、援助が停止された。独裁政権が崩壊後の2007年には、毎月4500ルピーに増額された上で、支援が再開された。

## 作風
リヴァプール・ジョン・ムーア大学からのインタビューでギミレは、両親が教育に否定的で、食事や介護を十分に得られなかったために、いっそう文学や芸術に興味を持つようになった、と語っている。また、自身の経験を元に、貧困やフェミニズム、障碍者への差別といった社会問題を意識した作品を数多く制作している。

## 受賞歴
- マダン賞(2010年)
- Kabita Ram Bal Sahitya Prativa Puraskar (2015年)
- Aswikrit Bichar Sahitya Puraskar (2016年)
- Lain Singh Bangdel Award (2016年)[12]
- ミッド・ウェスタン大学（英語版）名誉博士号 (2016年)[13]
- Kirtimaya Rastradeep award (2019年) [14]

## 作品リスト

### 詩
ギミレは多くの詩を書いているが、その中でも代表的なものを挙げる。
- Sankalpa
- Aafnae Chita Agni Shikha Tira
- Manchhe Vitraka Yoddaharu
- Quaati

### 自伝
- Jeevan Kaanda Ki Phool (英題: ‘’A Flower In The Midst Of Thorns’’)

### その他
- 著作集 Awasan Pachhiko Aagaman